# Morti nel 1967/Senza giorno specificato
| Questa pagina contiene informazioni ricavate automaticamente dalle voci biografiche con l'ausilio del template Bio e di un bot. L'aggiornamento è periodico e automatico e ricostruisce completamente la pagina. Se manca una persona in questa lista, sei pregato di non aggiungerla, ma accertati piuttosto che la sua voce biografica contenga il template Bio e che i dati anagrafici siano correttamente compilati. Se il template Bio manca, inseriscilo tu stesso o, in alternativa, metti l'avviso {{tmp\|Bio}} che ne segnala la mancanza. Se i dati riportati sono sbagliati, correggi direttamente la voce biografica; le modifiche saranno visibili in questa lista entro pochi giorni. Per chiarimenti vedi il progetto biografie. La lista contiene solo le 70 persone che sono citate nell'enciclopedia e per le quali è stato implementato correttamente il template Bio. Pagina aggiornata al 3 mar 2024. |

- Tom Abdo, giocatore di poker statunitense (n. 1894)
- Evarist Basiana i Arbiell, vignettista e pittore spagnolo (n. 1893)
- Frank Beresford, pittore britannico (n. 1881)
- Antonio Bernabéu, calciatore e avvocato spagnolo (n. 1890)
- Max Braun, tiratore di fune statunitense (n. 1883)
- Adalgisa Rossi, attrice italiana (n. 1883)
- Mario Busca, politico e giurista italiano (n. 1882)
- Elvia Carrillo Puerto, attivista e politica messicana (n. 1878)
- Ralph Vary Chamberlin, zoologo e aracnologo statunitense (n. 1879)
- Fiorenzo Clauser, politico e medico italiano (n. 1897)
- Nicola Collarile, aviatore italiano (n. 1895)
- Alfonso Cuomo, dirigente sportivo italiano (n. 1901)
- Carmine D'Arienzo, militare italiano (n. 1897)
- Nino Daniele, giornalista italiano (n. 1888)
- Riccardo De Sangro Fondi, velista italiano (n. 1879)
- Mario De Simoni, calciatore italiano (n. 1887)
- Guillermo Douglas, canottiere uruguaiano (n. 1909)
- Wim van Eck, calciatore olandese (n. 1893)
- Romildo Etcheverry, calciatore paraguaiano (n. 1906)
- Neri Farina Cini, imprenditore e politico italiano (n. 1878)
- Giovanni Frangipane, alpinista, velocista e calciatore italiano (n. 1902)
- Manlio Gabrielli, generale, diplomatico e scrittore italiano (n. 1892)
- Salvatore Gaetani, storico, filologo e filosofo italiano (n. 1883)
- Sergej Mitrofanovič Gorodeckij, poeta russo (n. 1884)
- Harold Gresley, pittore inglese (n. 1892)
- Gwyn Griffin, romanziere inglese (n. 1922)
- José Imbelloni, antropologo, etnologo e paleontologo italiano (n. 1885)
- Harry Ivarson, regista e sceneggiatore norvegese (n. 1892)
- Hans Jakob, esperantista tedesco (n. 1891)
- William Frederick Koch, medico e imprenditore statunitense (n. 1885)
- Alois Kwietek, calciatore austriaco (n. 1888)
- Charles Lewis, calciatore inglese (n. 1886)
- Wladimiro Malatesti, karateka italiano (n. 1908)
- Nallo Mazzocchi Alemanni, economista, agronomo e urbanista italiano (n. 1889)
- Hans Joachim Moser, musicologo tedesco (n. 1889)
- Eugene Mullin, sceneggiatore e regista statunitense (n. 1894)
- Christopher Okigbo, poeta nigeriano (n. 1932)
- Peppi Paci, poeta italiano (n. 1890)
- Giulio Parisio, fotografo italiano (n. 1891)
- Achille Patitucci, giornalista e illustratore italiano (n. 1903)
- George Pattullo, scrittore e sceneggiatore canadese (n. 1879)
- Fred Paul, regista, attore e sceneggiatore britannico (n. 1880)
- Massimo Pellicano, scrittore, giornalista e pittore italiano (n. 1896)
- Carlo Petra di Caccuri, generale italiano (n. 1883)
- Amalia Popper, traduttrice italiana (n. 1891)
- Alfredo Premoli, architetto italiano (n. 1876)
- Gustavo Pulitzer-Finali, architetto, urbanista e designer italiano (n. 1887)
- Orlando Rampolli, partigiano italiano
- Almerico Ribera, enciclopedista italiano (n. 1877)
- Douglas Ritchie, giornalista britannico (n. 1905)
- Giuseppe Rivani, architetto e restauratore italiano (n. 1894)
- Raffaele Rivolo, calciatore italiano (n. 1905)
- Angelo Rizzuto, fotografo statunitense (n. 1906)
- Ferdinando Rocco, magistrato italiano (n. 1881)
- Ercole Ronco, militare italiano (n. 1890)
- Sydney Sanders, calciatore inglese (n. 1890)
- Ignazio Secchi, chitarrista italiano (n. 1907)
- Aleksej Sergeevič Seleznëv, scacchista e compositore di scacchi russo (n. 1888)
- Carlo Socrate, pittore e scenografo italiano (n. 1889)
- Andy Straden, calciatore statunitense (n. 1897)
- Kārlis Tīls, calciatore e allenatore di calcio lettone (n. 1906)
- Vittorio Tonolli, limnologo italiano (n. 1913)
- Giuseppe Turino, calciatore italiano (n. 1914)
- Antal Újváry, pallamanista ungherese (n. 1907)
- Emily Valentine, infermiera britannica (n. 1878)
- Xu Zhen, storico cinese (n. 1898)
- Luiza Zavloschi, insegnante e politica rumena (n. 1887)
- Mishka Ziganoff, musicista ucraino (n. 1889)
- Thamir bin Sa'ud Al Sa'ud, principe e militare saudita (n. 1927)
- Lajos Áprily, poeta ungherese (n. 1887)